# Camptomyia artocarpi
Camptomyia artocarpi är en tvåvingeart som beskrevs av Nayar 1949. Camptomyia artocarpi ingår i släktet Camptomyia och familjen gallmyggor. Inga underarter finns listade i Catalogue of Life.